# Лонкорек
Лонкорек (пол. Łąkorek, нім. Lonkorrek) — село в Польщі, у гміні Біскупець Новомейського повіту Вармінсько-Мазурського воєводства.
Населення — 144 особи (2011).

## Демографія
Демографічна структура станом на 31 березня 2011 року:
|          | Загалом | Допрацездатний вік | Працездатний вік | Постпрацездатний вік |
| -------- | ------- | ------------------ | ---------------- | -------------------- |
| Чоловіки | 79      | 17                 | 52               | 10                   |
| Жінки    | 65      | 11                 | 36               | 18                   |
| Разом    | 144     | 28                 | 88               | 28                   |